# مالیا متلا
مالیا متلا (به انگلیسی: Malia Metella) (زادهٔ ۲۳ فوریهٔ ۱۹۸۲) شناگر اهل فرانسه است.